# Puente Rama IX
El puente Rama IX (en tailandés: สะพานพระราม) es un puente en la ciudad de Bangkok, la capital de Tailandia que cruza el río Chao Phraya. Conecta el distrito de Yan Nawa con el distrito de Rat Burana como parte de la vía expresa Dao Khanong - Sección del puerto de Chalerm Maha Nakhon  El puente fue llamado así en honor del 60 cumpleaños del rey Bhumibol Adulyadej, la fecha de apertura coincide con el cumpleaños del Rey. Fue el primer puente atirantado en Tailandia y tuvo el segundo tramo atirantado más largo en el mundo cuando se inauguró en 1987. El esquema de color original, con torres blancas y cables negros, fue reemplazado con un esquema de color amarillo para que representara al Rey en 2006. 